# 데이비드 아이젠하워
드와이트 데이비드 아이젠하워 2세(영어: Dwight David Eisenhower II, 1948년 3월 31일 ~ )는 미국의 작가, 공공 정책 연구원, 펜실베이니아 대학교의 교수이며 미국 대통령 별장 캠프 데이비드의 이름을 따서 지어졌다. 그는 드와이트 D. 아이젠하워 대통령과 매미 아이젠하워 영부인의 손자이며, 리처드 닉슨 대통령과 팻 닉슨 영부인의 사위이다.